# Tinclad

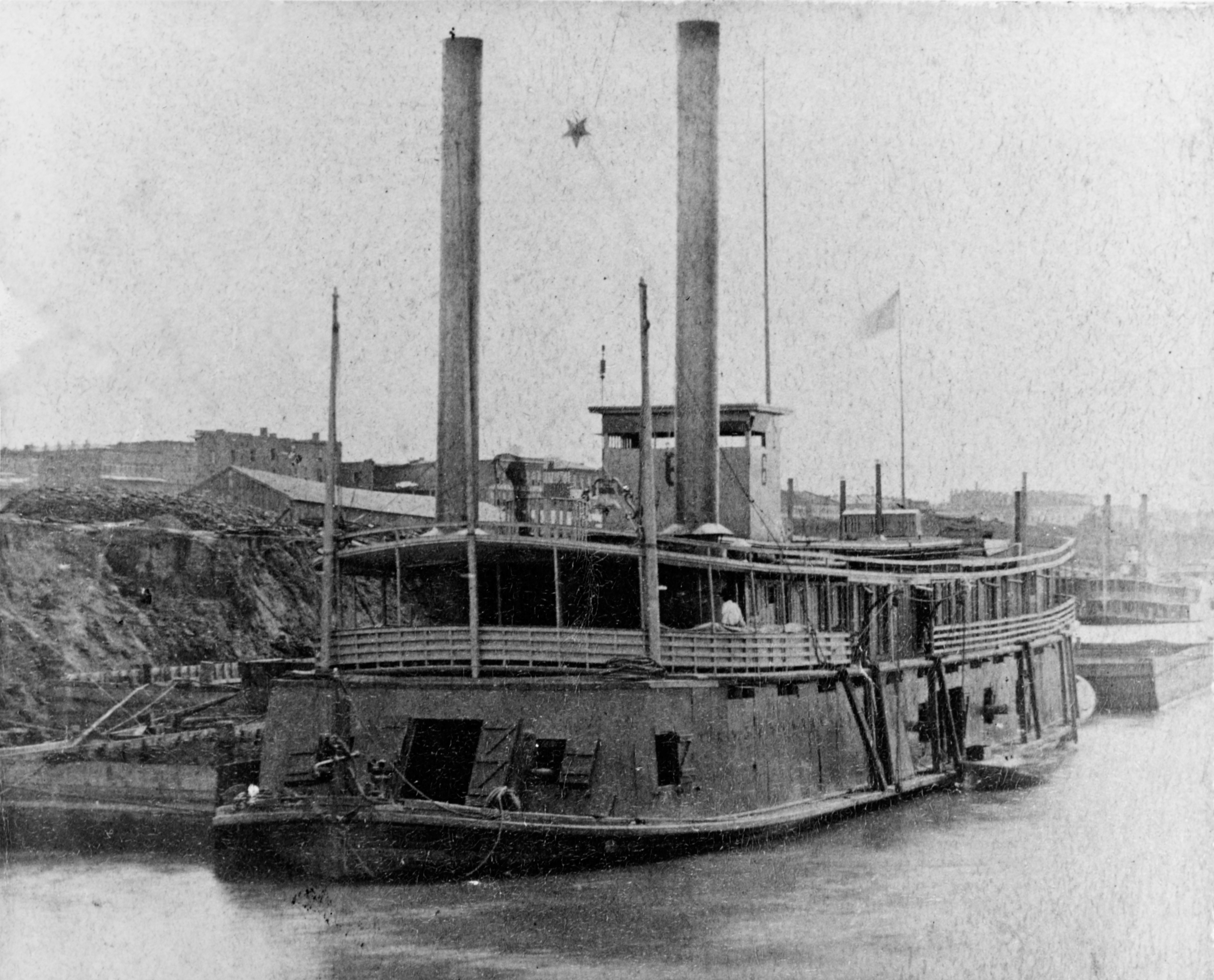
Kanonierka rzeczna tinclad nr 6 USS „Cricket”

Tinclad (ang. „okryty blachą”, liczba mnoga tinclads) – popularne określenie amerykańskich lekko opancerzonych kanonierek rzecznych z okresu wojny secesyjnej w Stanach Zjednoczonych, operujących na rzece Missisipi i jej dopływach oraz w Zatoce Meksykańskiej.

## Geneza
Wraz z postępami wojsk i marynarki wojennej unionistów w kampanii na Missisipi i zaangażowaniem stosunkowo niewielkiej ilości posiadanych kanonierek pancernych w przełamywaniu oporu konfederatów w głównych punktach ich oporu, widoczna stała się potrzeba posiadania większej ilości okrętów do patrolowania rzek na zajętych obszarach, eskortowania transportowców i komunikacji oraz zadań łącznikowych. Okręty te mogły być słabiej opancerzone od kanonierek pancernych, gdyż głównym zagrożeniem, z jakim się miały spotykać, był ostrzał z broni ręcznej. Drugim powodem ich powstania były działania w górnej części płytszych rzek Cumberland i Tennessee, gdzie wymagane były lekkie okręty o niewielkim zanurzeniu, przy tym szybsze od ciężkich kanonierek pancernych.
Wynikiem tych potrzeb była budowa 76 okrętów, nazwanych tinclad. Wbrew nazwie, nie były one chronione blachą, a głównie drewnem i w niewielkiej części kutym żelazem. Budowę tincladów rozpoczęto w połowie 1862 roku, pierwsze z nich weszły do akcji w sierpniu bieżącego roku (USS „Brilliant” i „General Pillow”). Około 35 weszło do służby przed upadkiem Vicksburga w lipcu 1863 roku, kończącego zasadniczy etap walk na Missisipi, a ostatnie z nich oddano do służby w kwietniu 1865 roku. Okręty te były przebudowywane w Cairo i Mound City z typowych amerykańskich rzecznych statków handlowych tego okresu, głównie tylnokołowców i nieco mniej licznych bocznokołowców. Wyjątkiem był „Little Rebel” o napędzie śrubowym (zdobyty okręt konfederacki). Ponieważ były przebudowywane z różnych jednostek, wszystkie różniły się od siebie, lecz jednocześnie były przebudowane w podobny sposób i miały podobne cechy konstrukcyjne. Na tinclads przebudowywano rzeczne statki handlowe, wyporności średnio 200 ton (od kilkudziesięciu do powyżej 200 ton). Większość używanych tylnokołowców miała długość około 45 m (150') i szerokość 9 m (30'), a żaden nie przekraczał długości 53,5 m (175'). Przeciętne bocznokołowce były podobnych rozmiarów. Wyjątkami były USS „Black Hawk” służący jako okręt sztabowy (902 t, długość 79,2 m) i „Ouachita” (572 t, długość 69,2 m).

## Konstrukcja
Przebudowa polegała zwykle na obudowaniu dolnej partii nadbudówek na głównym pokładzie kazamatą z grubego drewna. Zwykle przednia ściana kazamaty była pochyła, boczne ściany były pionowe. Większość jednostek otrzymała wzmocnienie osłony w postaci płyt żelaznych grubości 12–25 mm w przedniej części kazamaty i wokół maszyn parowych. Górna część nadbudówki z kabinami załogi była zachowana nieopancerzona, wystająca nad kazamatą. Z okrętów usuwano natomiast trzecie piętro nadbudówek (tak zwany texas). Sterówkę, umieszczoną na nadbudówkach, obniżano i lekko opancerzano.
Uzbrojenie tincladów różniło się, lecz zwykle składało się z 4 – 8 dział, najczęściej gładkolufowych dział 24-funtowych i 12-funtowych lub 20-funtowych dział gwintowanych. Rzadziej okręty przenosiły cięższe działa 32-funtowe gładkolufowe lub 30-funtowe gwintowane, a w jednym przypadku działa 8-calowe. Działa były umieszczane na burtach (w baterii burtowej), a dwa (zwykle najcięższe) w dziobowej ścianie kazamaty. Działa umieszczone były w kazamacie i strzelały przez strzelnice. Sporadycznie okręty przenosiły więcej dział, niż 8, maksymalnie 14, jedynie „Ouachita” była znacznie silniejsza.
Tinclads były znacznie tańsze od jednostek pancernych (około 9000 USD w porównaniu do 89 000 USD za kanonierkę typu City). Mogły też transportować na niewielkie odległości pewną liczbę żołnierzy i wysadzić ich jako desant. 19 czerwca 1863 roku (niedługo przed upadkiem Vicksburga) okręty otrzymały numery, z wyjątkiem dwóch największych (i utraconego wcześniej pierwszego „Glide”).

## Skrót służby
W toku służby, tylko jedna kanonierka USS „Rodolph” (#48) została zatopiona (1 kwietnia 1865 roku na minie), lecz cztery zostały zdobyte przez konfederatów: #5 „Petrel” (22 kwietnia 1864), #26 „Queen City” (24 czerwca 1864), #45 „Wave” (6 maja 1864), #55 „Undine” (30 października 1864), a kolejne pięć zniszczono w celu uniknięcia zdobycia: #8 „Signal”, #25 „Covington” (oba 27 kwietnia 1864 na Red River), #32 „Key West”, #29 „Tawah”, #52 „Elfin” (wszystkie trzy 4 listopada 1864). Dalsze cztery utracono w wypadkach losowych, jak pożary (USS „Black Hawk” 22 kwietnia 1865, „Glide” 7 lutego 1863) lub przeszkody podwodne (#1 „Rattler” 30 grudnia 1864, #10 „Linden” 22 lutego 1864).
Po zakończeniu wojny secesyjnej, w 1865 roku wszystkie pozostające w służbie tinclads zostały zdemobilizowane i przebudowane z powrotem na statki handlowe.

## Listatinclads
Numery były przydzielane nowym jednostkom w miejsce utraconych.
- - Black Hawk (bocznokołowiec) – okręt sztabowy
- - Glide (tylnokołowiec)
- - Ouachita (bocznokołowiec)
- 1 Rattler (tylnokołowiec)
- 1 Tempest (tylnokołowiec)
- 2 Marmora (tylnokołowiec)
- 3 Romeo (tylnokołowiec)
- 4 Juliet tylnokołowiec)
- 5 Petrel (tylnokołowiec)
- 6 Cricket (tylnokołowiec)
- 7 New Era (tylnokołowiec)
- 8 Signal (tylnokołowiec)
- 8 Grossbeak (bocznokołowiec)
- 9 Forest Rose (tylnokołowiec)
- 10 Linden (tylnokołowiec)
- 10 Ibex (bocznokołowiec)
- 11 Prairie Bird (tylnokołowiec)
- 12 Curlew (tylnokołowiec)
- 13 Fort Hindman (bocznokołowiec) (ex James Thompson, później Manitou)
- 14 Kenwood (tylnokołowiec)
- 15 Hastings (bocznokołowiec)
- 16 Little Rebel (śrubowy, zdobyty konfederacki CSS Little Rebel)
- 17 Fairplay (bocznokołowiec)
- 18 Brilliant (tylnokołowiec)
- 19 St. Clair (tylnokołowiec)
- 20 General Pillow (bocznokołowiec)
- 21 Alfred Robb (tylnokołowiec)
- 22 Springfield (bocznokołowiec)
- 23 Silver Lake (tylnokołowiec)
- 24 Champion (bocznokołowiec)
- 25 Covington (bocznokołowiec)
- 25 Colossus (tylnokołowiec)
- 26 Queen City (bocznokołowiec)
- 26 Mist (tylnokołowiec)
- 27 Argosy (tylnokołowiec)
- 28 Silver Cloud (tylnokołowiec)
- 29 Tawah (bocznokołowiec)
- 29 Collier (tylnokołowiec)
- 30 Fawn (tylnokołowiec)
- 31 Paw Paw (centralne koło łopatkowe)
- 32 Key West (tylnokołowiec)
- 32 Abeona (bocznokołowiec)
- 33 Victory (bocznokołowiec)
- 34 Moose (tylnokołowiec)
- 35 Reindeer (tylnokołowiec)
- 36 Peosta (bocznokołowiec)
- 37 Naumkeag (tylnokołowiec)
- 38 Exchange (tylnokołowiec)
- 39 Tensas (bocznokołowiec)
- 40 Alexandria (bocznokołowiec)
- 41 Nyanza (bocznokołowiec)
- 42 Stockdale (tylnokołowiec)
- 43 Glide (II) (tylnokołowiec)
- 44 Meteor (tylnokołowiec)
- 45 Wave (tylnokołowiec)
- 46 Tallahatchie (tylnokołowiec)
- 47 Elk (bocznokołowiec)
- 48 Rodolph (tylnokołowiec)
- 49 Carrabasset (bocznokołowiec)
- 50 Gazelle (bocznokołowiec)
- 51 Fairy (tylnokołowiec)
- 52 Elfin (tylnokołowiec)
- 52 Oriole (tylnokołowiec)
- 53 Naiad (tylnokołowiec)
- 54 Nymph (tylnokołowiec)
- 55 Undine (tylnokołowiec)
- 55 Kate (tylnokołowiec)
- 56 Siren (tylnokołowiec)
- 57 Peri (tylnokołowiec)
- 58 Huntress (tylnokołowiec)
- 59 Sibyl (tylnokołowiec)
- 60 Gamage (tylnokołowiec)
- 60 General Sherman (bocznokołowiec)
- 61 General Thomas (bocznokołowiec)
- 62 General Grant (bocznokołowiec)
- 63 General Burnside (bocznokołowiec)